# Anne d'Arpajon
Anne Claudine Louise d'Arpajon, Duchessa de Mouchy (Arpajon, 4 marzo 1729 – Parigi, 27 giugno 1794) è stata una nobildonna francese, prima dama d'onore delle regine Maria Leszczyńska e Maria Antonietta. Fu chiamata "Madame Etiquette" da Maria Antonietta per la sua insistenza sul fatto che nessuna minuzia di etichetta di corte fosse mai modificata o ignorata.

## Biografia

### Famiglia
Anne era la figlia di Louis de Sévérac, marchese d'Arpajon-sur-Cère (1667-1736), che acquistò il marchesato di Saint-Germain-lès-Châtres nel 1720 e gli fu concesso il permesso da Filippo d'Orléans, reggente per Luigi XV, di rinominarlo Saint-Germain-lès-Arpajon e la sua sede Arpajon. Sua madre Anne Charlotte Le Bas de Montargis (1695-1767) era dama di compagnia della duchessa di Berry.

### Matrimonio
Sposò, il 27 novembre 1741, Philippe de Noailles, duca de Mouchy (1715-1794), capitano dei Cacciatori.
Dalla coppia nacquero:
1. Louise Henriette Charlotte Philippine de Noailles (1745-1832)
2. Charles Adrien de Noailles (1747), principe de Poix.
3. Louis Philippe de Noailles (1748-1750), principe de Poix.
4. Daniel François Marie de Noailles (1750-1752), marchese de Noailles in seguito principe de Poix.
5. Philippe Louis Marc Antoine de Noailles, I duca de Mouchy (1752-1819).
6. Louis Marc Antoine de Noailles, visconte de Noailles (1756-1804).

### Vita a corte
Nel 1763, fu nominata dame d'onore alla regina Maria Leszczyńska in successione alla duchessa di Luynes. Ha servito fino alla morte della regina cinque anni dopo. Sua figlia Louise era stata nominata dame du palais.
Alla morte della regina nel 1768, mantenne la sua posizione in attesa di essere trasferita nella posizione equivalente nella famiglia della nuova delfina di Francia, accanto alla Dame d'atour, Amable-Gabrielle de Villars e al resto delle dame d'onore della defunta regina. Nella primavera del 1770, furono inviati al confine per accogliere la nuova delfina, Maria Antonietta d'Austria, al suo arrivo in Francia.
Come dame d'onore, Anne era responsabile del comportamento di Maria Antonietta e delle sue donne di compagnia e aveva il compito di istruirla sull'etichetta della corte reale francese e assicurarsi che si comportasse di conseguenza. All'inizio ciò causò discordia tra le due. A Nancy, durante il viaggio dal confine all'incontro con il re e il delfino nella foresta di Compiégne, Anne rimproverò Maria Antonietta di essere troppo amichevole con i suoi parenti della casa di Lorena affermando che, come delfina di Francia, Maria Antonietta non poteva considerare i sudditi del re come suoi pari.
Negli anni seguenti, Maria Antonietta scioccò la contessa giocando con i figli di una delle sue donne di compagnia. Le fu anche impedito dalla contessa di partecipare troppo ai festeggiamenti a corte, e, quando recitava in maschera con i suoi cognati, fu costretta a nascondere i costumi e smettere di giocare quando la contessa entrava nella stanza. Secondo quanto riferito, Maria Antonietta prendeva in giro la contessa riferendosi a lei come "Madame Etiquette". In un'occasione, dopo essere caduta da un mulo nella foresta di Compiégne, Maria Antonietta ridendo chiese al suo entourage di andare a chiamarla in modo che potesse chiederle istruzioni sull'etichetta corretta su come doveva comportarsi una delfina di Francia dopo essere caduta da un mulo.
Anne de Noailles fu la prima a salutare Maria Antonietta come regina alla morte di Luigi XV il 10 maggio 1774. Quando la regina reintrodusse la vecchia carica di Surintendante de la Maison de la Reine e la sua preferita, la principessa di Lamballe, fu nominata per tale carica, Anne de Noailles si dimise.
Le sue dimissioni sono state ben accolte dalla regina, la cui mancanza di rispetto per il protocollo della corte spinsero la contessa a far parte del circolo delle zie del re, le Mesdames de France.

### Rivoluzione francese
Durante la rivoluzione francese, due figli di Anne emigrarono e suo figlio maggiore fu ritenuto nemico dello stato e fu emesso un mandato per il suo arresto da parte del governo. Anne e suo marito Philippe si ritirarono nel loro castello Mouchy-le-Châtel, a Oise, con la figlia nel settembre 1792. Il 25 agosto 1793 furono messi agli arresti domiciliari nella loro proprietà in conformità con il decreto contro potenziali nemici dello stato. La figlia fu trasferita a Beauvais e a Chantilly il 6 ottobre.
Il 16 ottobre, Anne e Philippe de Noailles furono trasferiti nella prigione La Force, a Parigi. Nel mandato di arresto, Philippe de Noailles fu indicato come il padre di un nemico dello stato, mentre Anne fu semplicemente inclusa nell'arresto in quanto sua moglie.
A La Force, tuttavia, la coppia era separata. In seguito furono trasferiti nella prigione di Luxemborg, dopo aver chiesto con successo di poter condividere una cella. Chiesero che la loro figlia fosse trasferita con loro, ma questo non gli fu concesso. Come altri prigionieri, gli fu permesso di avere dei servitori, una dei quali lasciò delle testimonianze della loro prigionia. Vissero comodamente in prigione e socializzavano con gli altri prigionieri aristocratici, in particolare la duchessa di Orléans.

### Morte
Lei e suo marito furono trasferiti al Concierge, dove furono processati davanti al tribunale. Philippe de Noailles fu condannato a morte dopo essere stato giudicato colpevole delle accuse di essere un agente nemico e di aver fornito fondi agli emigrati nemici e ai nemici dello stato. Sembra che Anne fosse semplicemente inclusa nella sentenza di suo marito.
Lei e suo marito Philippe furono ghigliottinati il 27 giugno 1794. Il 22 luglio 1794 furono ghigliottinati la vedova, la nuora e la nipote del fratello di Philippe, Louis, IV duca de Noailles. L'altra nipote di Louis, Adrienne, moglie del marchese de La Fayette, si salvò per l'intervento del ministro americano in Francia, James Monroe. Loro e gli altri nobili morti alla ghigliottina sono sepolti nel cimitero di Picpus, anche l'ultima dimora del marchese e marchesa de Lafayette.
Suo figlio Louis-Marie avrebbe potuto avere contribuito a sigillare il destino di sua moglie e dei suoi genitori con il lancio del "orgia" agli Estates-General, che abolivano tutti i privilegi, egli propose anche l'abolizione dei titoli e delle livree. Louis-Marie e Louis-Philippe-Marc-Antoine furono anche membri dell'Assemblea nazionale costituente.

## Nella cultura di massa
- Anne d'Arpajon fu interpretata da Judy Davis in Marie Antoinette del 2006 e da Cora Witherspoon in Maria Antonietta del 1938.